# Riverside (condado de Yamhill)
Riverside es un área no incorporada ubicada en el condado de Yamhill en el estado estadounidense de Oregón. Riverside se encuentra al este de Willamina.

## Geografía
Riverside se encuentra ubicado en las coordenadas 45°05′19″N 123°27′09″O / 45.08861, -123.45250.